# إمبراطوراوات
إمبراطوراوات (الاسم العلمي: Apaturinae)، فُصيلة فراشات من رتبة حرشفيات الأجنحة وفصيلة الحورائيات وأغلب أنواعه يطلق عليها الإمبراطور.
تضم 20 جنسًا لديها توزيعات منفصلة وجميعها نباتية غير شائعة. تم العثور على معظم الأجناس من هذه الفُصيلة في جميع أنحاء جنوب شرق آسيا وإفريقيا، بينما ينتشر جنس Doxocopa وAsterocampa بشكل رئيسي في أمريكا الجنوبية وأمريكا الشمالية.

## الأجناس
- إمبراطور
- Apaturina
- Apaturopsis
- Asterocampa
- Chitoria
- Dilipa
- Doxocopa
- Euapatura
- Eulaceura
- Euripus
- Helcyra
- Herona
- Hestina
- Hestinalis
- أمثولة (فراشة)
- Rohana
- Sasakia
- Sephisa
- Thaleropis
- Timelaea

## روابط خارجية
- Checklist Nearctic Nymphalidae List of North American species with images.
- Pteron Images. In Japanese but with تسمية ثنائية.